# 導論
『導論』（どうろん、巴: Netti-pakaraṇa、ネッティパカラナ）とは、パーリ仏典経蔵小部の中の経典。略して『ネッティ』(Netti)、あるいは『指導論』（しどうろん）等とも。題名通り教理書としての体裁を持つ文献だが、『蔵釈』同様その内容には他の文献では見られない特異な面がある。伝承ではマハーカッチャーナの作とされる。
基本的にはビルマで経典扱い、タイやスリランカでは蔵外扱いとなり易いが、場合によって異なり、一概には言えない。

## 構成
1. Saṅgaha-vāra
2. Vibhāga-vāra
  1. Uddesa-vāra
  2. Niddesa-vāra
  3. Paṭiniddesa-vāra